# Балка Жаб'яча
Балка Жаб'яча — балка (річка) в Україні у П'ятихатському й Верхньодніпровському районах Дніпропетровської області. Ліва притока річки Омельника (басейн Дніпра).

## Опис
Довжина балки приблизно 17,33 км, найкоротша відстань між витоком і гирлом — 11,11 км, коефіцієнт звивистості річки — 1,11. Формується декількома струмками та загатами. На деяких ділянках балка пересихає.

## Розташування
Бере початок на північно-східній околиці села Плоске. Тече переважно на північний схід через села Плоско-Таранівку, Олександро-Григорівку, Михайлівку і на північно-західній околиці села Мости впадає в річку Омельник, праву притоку Дніпра.

## Цікаві факти
- У пригирловій частині балку перетинає автошлях Т 0423[3] (автомобільний шлях територіального значення у Дніпропетровській області. Пролягає територією Кам'янського району через Мишурин Ріг — Лихівку — Вільногірськ. Загальна довжина — 45,8 км).